# Pseudocercospora cavarae
Pseudocercospora cavarae är en svampart som först beskrevs av Sacc. & D. Sacc., och fick sitt nu gällande namn av Deighton 1976. Pseudocercospora cavarae ingår i släktet Pseudocercospora och familjen Mycosphaerellaceae.   Inga underarter finns listade i Catalogue of Life.